# Sainte-Marie-du-Mont, Manche
Sainte-Marie-du-Mont är en kommun i departementet Manche i regionen Normandie i norra Frankrike. Kommunen ligger i kantonen Sainte-Mère-Église som tillhör arrondissementet Cherbourg. År 2022 hade Sainte-Marie-du-Mont 694 invånare.
Utanför Sainte-Marie-du-Mont, ett par kilometer från invasionskusten, finns minnesmärket Sømanden, en skulptur i brons av Sven Lindhart. Den restes 1984 för att ihågkomma de danska sjömän, som deltagit på de allierades sida i andra världskriget.

## Befolkningsutveckling
Antalet invånare i kommunen Sainte-Marie-du-Mont
| Referens: INSEE |